# Claude-Constant Jouvenel des Ursins d'Harville
Pour les articles homonymes, voir Famille Jouvenel des Ursins.
Claude-Constant-Esprit Jouvenel des Ursins d'Harville, marquis de Trainel (ou Traisnel), seigneur de Passy, est un militaire français, né le 12 mars 1723 à Versailles et mort paralytique le 6 octobre 1794. Il fut lieutenant-général des armées du roi et grand bailli d’Ostrevent. Il fut aussi le principal actionnaire de la compagnie des mines d'Aniche puis de la compagnie des mines d'Anzin.

## Biographie

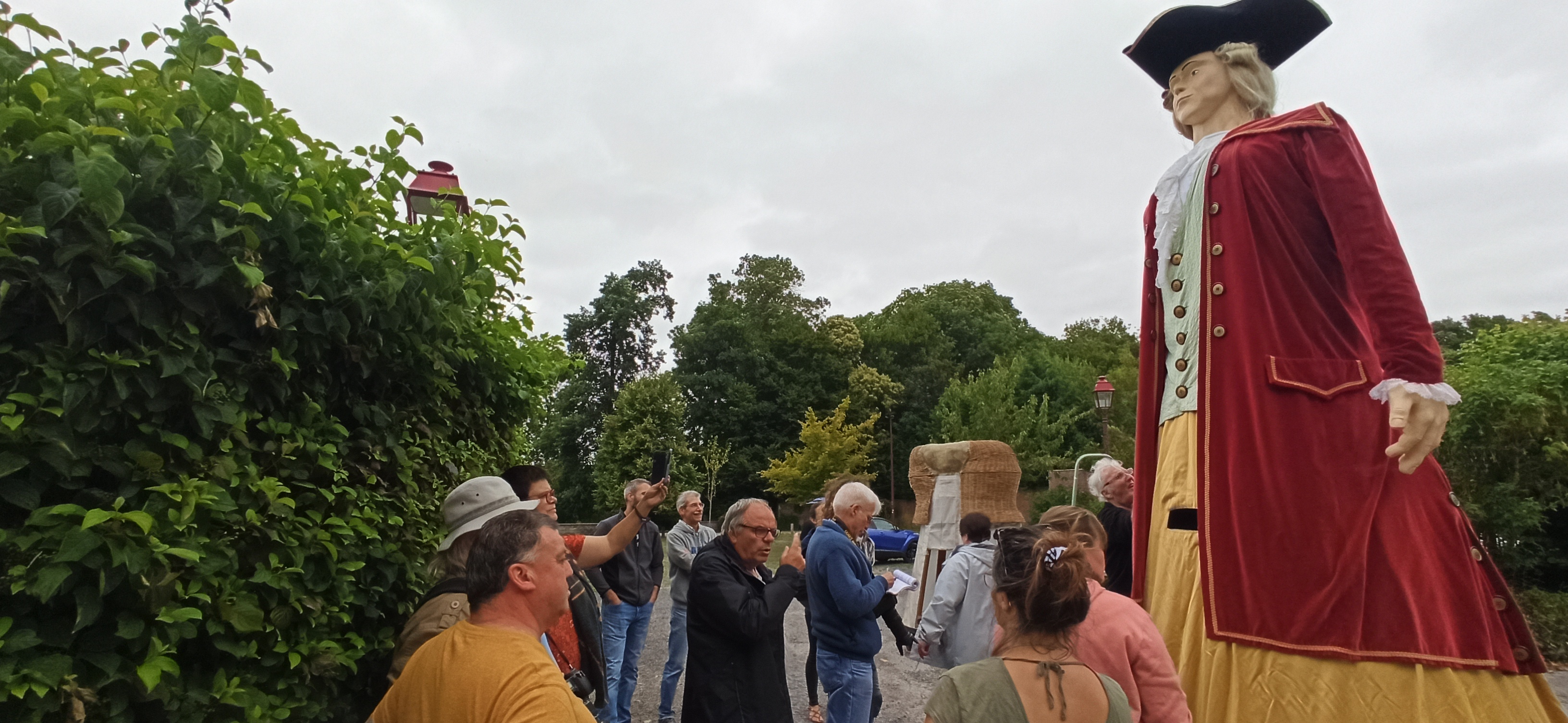
Le géant du Marquis de Traisnel représentant Claude-Constant Jouvenel des Ursins d'Harville en cours de montage à Villers-au-Tertre samedi 4 juillet 2020

Il est issu de la famille beauceronne de Harville, devenue Jouvenel des Ursins de Harville  au XVIe siècle à la suite du mariage en 1577 de Claude de Harville avec Catherine Jouvenel des Ursins. 
Il naît du mariage, célébré le 24 mai 1717, entre Constant-Esprit Jouvenel des Ursins d'Harville (?-11 juillet 1726), mestre de camp lieutenant du régiment de dragons d'Orléans, et de Louis-Madeline Le Blanc de Villers-au-Tertre (?-13 avril 1746).
Il épouse le 10 février 1744 dans la chapelle de l'Hôtel Matignon, Antoinette Goyon de Matignon (1725-1770), fille de Thomas Goyon de Matignon (1684-1766), marquis de Matignon, comte de Gacé, seigneur de Briquebec, brigadier des armées du roi, chevalier des ordres du roi. Son fils Louis-Auguste Jouvenel des Ursins d'Harville (1749-1815), sera entre autres Gouverneur des Tuileries et du Louvre.
Capitaine de cavalerie au régiment Dauphin, il est à la bataille de Fontenoy le 11 mai 1745, puis aux sièges des villes et citadelles de Tournai, Termonde, Audenarde et Ath. En avril 1756, il passe avec son régiment dans l'ile de Minorque et sera distingué à l'assaut du fort de Saint-Philippe Mahon.
En  juin 1757, il est dans l'armée du Rhin et participe à la prise de l'électorat de Hanovre et en 1759 à la bataille de Minden. En 1760, il s'installe au château de Villers-au-Tertre sur les terres que sa mère, fille unique, avait reçu en héritage de Claude Le Blanc, secrétaire d'état du département de la défense, achetées en 1720 (dont Villers-au-Tertre, Bugnicourt, Monchecourt et Fressain).  
En 1770, après la mort de son épouse, sa situation financière se dégrade. Il fonde en 1773 l'Association des Fosses de Villers-au-Tertre pour exploiter provisoirement pendant un an les mines de charbon qu’il a découvertes sur ses terres. Cette association deviendra la Compagnie des mines d'Aniche en 1778 et sera l’une des plus importantes sociétés d’exploitation minière de France. Le 9 novembre se tient la première réunion des directeurs des mines d'Aniche au château de Villers.
Le 14 septembre 1774, dans une mauvaise situation financière, il se sépare de la seigneurie d'Iwuy. Le 25 août 1779,  il est nommé commandeur de Saint-Louis puis en 1781 Grand-croix de l'ordre royal et militaire de Saint-Louis.
Le marquis de Traisnel fut également le parrain par procuration du général d'Empire Claude Corbineau, le 6 mars 1772.